# La guerra al tavolo della pace
La guerra al tavolo della pace è uno sceneggiato televisivo italiano trasmessa sul Programma Nazionale, dal 18 giugno al 9 luglio 1975 alle 20.40, ovvero come programma di prime time.

## Trama
Ogni puntata è incentrata su una delle conferenze degli Alleati durante la seconda guerra mondiale:
1. Conferenza di Terranova
2. Conferenza di Teheran
3. Conferenza di Jalta
4. Conferenza di Potsdam